# Масонство в Шотландии
Масонство в Шотландии (англ. Freemasonry in Scotland) — это масонские ложи находящиеся под «Шотландской масонской конституцией» Великой ложи Шотландии, которая является регулярной масонской юрисдикцией в Шотландии. Есть также ложи, действующие под шотландской масонской конституцией в странах за пределами Шотландии. Многие из них являются странами связанными с Шотландией и Соединенным Королевством через Содружество наций и бывшие колонии и другие поселения Британской империи, хотя в таких странах, как Ливан, Бельгия, Чили и Перу, есть несколько лож, которые не имеют таких исторических связей.
Великая ложа Шотландии не зависит от дружбы с другими великими ложами созданными на Британских островах Объединенной великой ложей Англии и Великой ложей Ирландии. По состоянию на 2018 год она состоит из 32 провинциальных великих лож в Шотландии и 26 окружных великих лож за пределами Шотландии и объединяет около 150 000 масонов.

## История

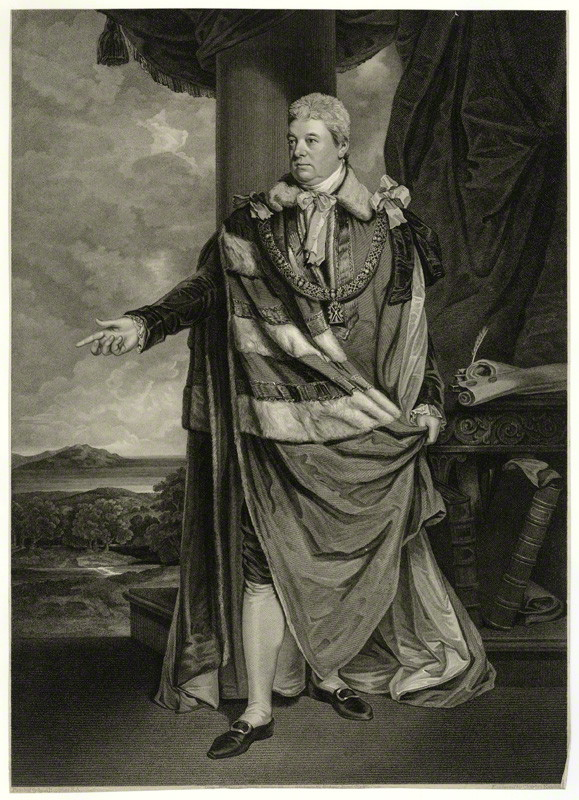
Джон Мюррей, 4-й герцог Атолл — шотландский пэр и великий мастер «Древних»
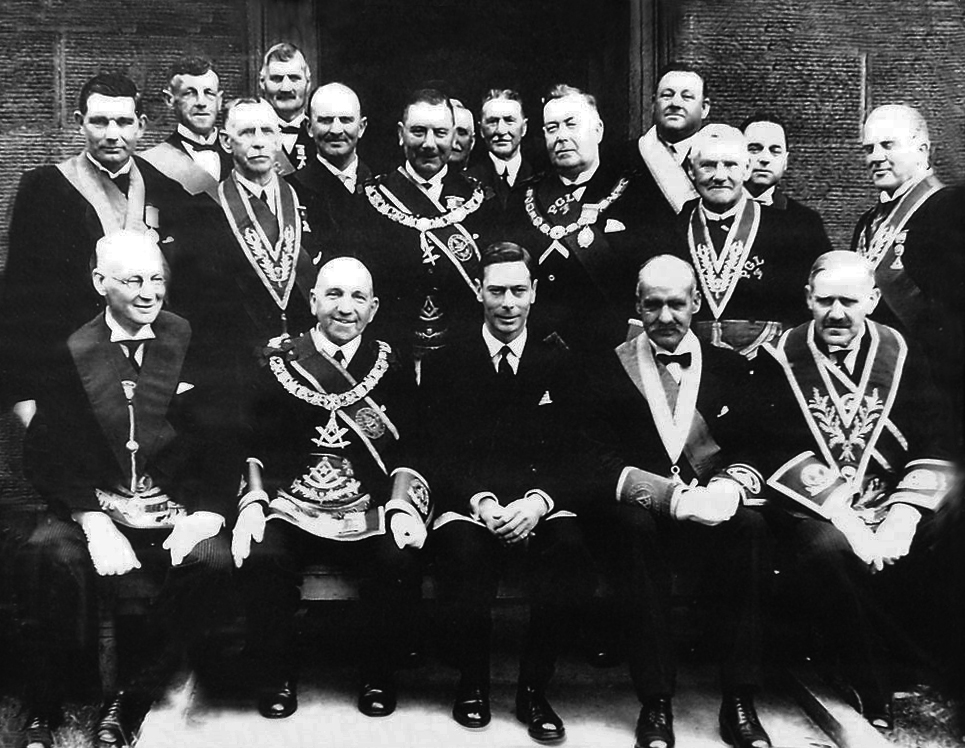
Король Георг VI — великий мастер Великой ложи Шотландии с шотландскими масонами
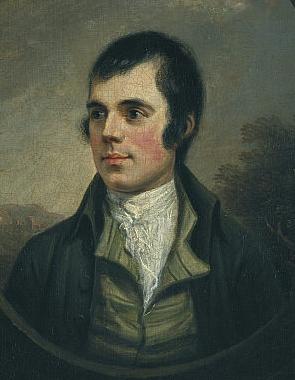
Роберт Бёрнс — член нескольких шотландских лож

Утверждалось, что регулярное масонство в Шотландии старше, чем в любой другой части Британских островов. Связь между ремесленническим каменщичеством и современным масонством может быть легко установлена в Шотландии. Это прямое соединение можно проследить по самым старым масонским письменным записям в мире, которые являются собственностью Великой ложи Шотландии в Эдинбурге. Эти записи являются протоколом встречи ложи Эдинбурга (Часовня Мэри) № 1, которая датируется 1599 годом. Материнская ложа Килуиннинг имеет № 0 в реестре Великой ложи Шотландии, и считается самой старой ложей не только в Шотландии, но и в мире. Она ведёт свою историю с 12 века, и её часто называют Матерью Килуиннинга.
Ложа «Dunfermline» № 26, в реестре Великой ложи Шотландии, и формально ложа «Св. Иоанна» утверждает, что это одна из самых древних масонских лож в Шотландии.
Она объединилась непосредственно с «Ludge of Masons of Dunfermling», в которой в 1598 и 1628 годах были введены чартеры Сент-Клэра. Несомненно, есть свидетельства существования ложи до этих дат, что даёт право сделать справедливое предположение, что она сыграла определенную роль в дополнении к «Dunfermline Palace» (1540). Самая ранняя запись ложи датируется 1698 годом.
На встрече в Эдинбурге 30 ноября 1736 года, когда была образована Великая ложа Шотландии, у ложи было три представителя: капитан Артур Форбс из Питтенкриффа (досточтимый мастер), Байли Чарльз Чалмерс и Генри Финлей (стражи) и, конечно же, изначальная 5 провинция, когда она была образована в 1745 году. Интересные заметки касающиеся древности происхождения лож в Шотландии содержатся в брошюре выпущенной в связи с открытием их нового масонского храма в Приорат-Лейне, который был освящён бывшим великим мастером, графом Элгина и Кинкардайна 17 декабря 1920 года. В настоящее время храм используется для национальных целей, что затрудняет доступ к старым записям. Из имеющейся информации секретариата сообщается, что дата настоящего устава относится к 1766 году, и что ранним местом встреч была таверна «Spire», c 1814 года, и что первым досточтимым мастером был лейтенант Чарльз Дюри.
В 1717 году четыре ложа в Лондоне согласились сформировать Первую великую ложу Англии. Великая ложа Шотландии не была создана до 1736 года. Когда во второй четверти XVIII века Первая великая ложа Англии вносила изменения в свой ритуал, это не только вызвало трения между ней и многими неаффилированными ложами в Англии, но также затронуло масонские практики в Англии и Уэльсе и в великих ложах Шотландии и Ирландии.
В 1751 году группа неаффилированных лож, в основном состоящие из ирландских членов, сформировали Древнюю великую ложу Англии, которая быстро выросла по численности лож и отдельных членов, а также получила признание великих лож Шотландии и Ирландии.
В последовавшей борьбе за аутентичность и историческую точность ритуала Древняя великая ложа Англии стал известна как «Древние», в то время как Первая великая ложа Англии называлась «Современные». В 1799 году Великая ложа Шотландии поддержала герцога Атолла (великого мастера «Древних») и графа Мойры (исполняющего обязанности великого мастера «Современных»), чтобы сохранить масонство на Британских островах от действий закона британского правительства направленного против тайных обществ.
В 1809 году «Современные» начали реформировать свой ритуал, что-бы он был как можно больше похож на ритуал «Древних», великих лож Шотландии и Ирландцами. Только в 1813 году «Древние» и «Современные» согласились с Актом Союза и образовали Объединенную великую ложу Англии. Хотя конфликт между «Древними» и «Современными» должен был оказать глубокое влияние на масонство, как это произошло в Англии и Уэльсе, но он оказал сравнительно небольшое влияние на масонство в Ирландии и Шотландии. В то же время масонство в Шотландии смогло сохранить свой неповторимый и уникальный характер.

## Особенности масонства в Шотландии
Масонство в Шотландии имеет свои характерные отличия от того, что практикуется в других частях Британских островов. Когда Великая ложа Шотландии была основана в 1736 году, большинство масонских лож, существовавших тогда в Шотландии, не взаимодействовали с новой великой ложей. Из-за их отсутствия на первоначальных обсуждениях, на которые были приглашены эти ложи, 79 % из них не поддержали создание новой централизованной масонской системы, как это уже было в Англии и Уэльсе и в Ирландии. Кроме того, поскольку все ложи в Шотландии ранее существовали в новой великой ложе во время её создания, они разработали традиции и практики от которых они неохотно отказывались. В результате новая Великая ложа Шотландии должна была скомпрометировать любую попытку стандартизации ритуала для перспективы привлечения независимых лож присоединиться к централизованной системе. По сути, великая ложа согласилась не вмешиваться в местные обычаи и практики, пока ложи были готовы присоединиться к новой шотландской масонской конституции.
Гарантировав принцип независимости этим ложам, основанным до 1736 года, считалось невозможным отрицать ложи, созданные после 1736 года с той же привилегией. Им было разрешено разрабатывать свои собственные процедуры, регалии и особые ритуалы. Эти и последующие события гарантировали, что масонство в Шотландии гораздо менее стандартизировано, чем в любой другой масонской юрисдикции.

## Организационная структура

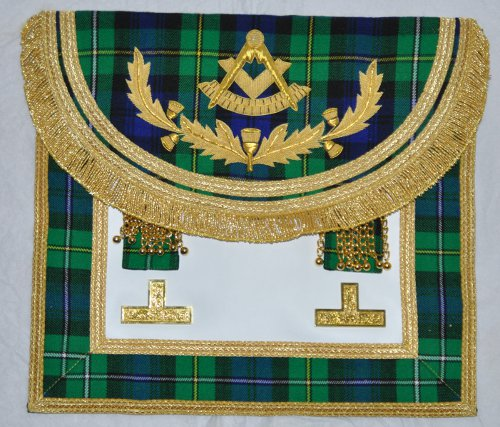
Запон Стандартного шотландского ритуала
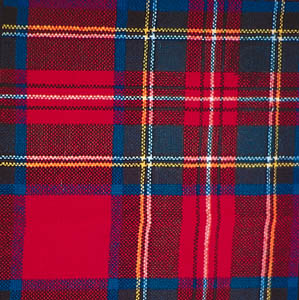
Тартан установленного образца для запонов Стандартного шотландского ритуала

Ложи под шотландской масонской конституцией являются суверенными органами сами по себе, со значительной степенью контроля над своими делами. Нет единого стандартного шотландского ритуала, и каждая ложа под шотландской масонской конституцией имеет право разработать свой собственный ритуал, если она этого пожелает. Принцип работы заключается в том, что ритуал ложи должен содержать основные моменты каждой масонской степени и пройти проверку Великой ложи Шотландии. Различные ритуалы в текущем использовании придерживаются этого принципа, и возможности для изменения и разработки настолько значительны, что могут иметь многочисленные интересные дополнения.
Ложи под шотландской масонской конституцией также имеют право выбирать цвета регалий, которые могут включать один или несколько цветов или включать традиционные образцы тартана. Цвета, зарезервированные для провинциальных великих лож и Великой ложи Шотландии — зелёный и золотой, хотя в некоторых более старых ложах также есть эти цвета.
Ложи под шотландской масонской конституцией практикуют три традиционных масонских градуса. Традиционные градусы считаются включающими (в том числе степень марка мастера), а также ранг инсталлированного мастера. Как и во многих других масонских ложах, братья в Шотландии, достигшие степени мастера масона, могут продвигаться дальше, пройдя дополнительные степени в утвержденных организациях дополнительных степеней.

## Дополнительные организации
Большинство масонов в Шотландии предпочитают быть посвящёнными в степень мастера масона метки, после прохождения трёх начальных степеней масонства, а степень масонской марки считается частью второй степени. Тем не менее, меньшее число масонов в Шотландии впоследствии присоединяется к королевской арке и получает там степень марк мастера.
В соответствии с Шотландской масонской конституцией степень марк мастера может быть получена либо в своей масонской ложе, после достижения степени мастера масона, либо в королевской арке, прежде чем получить степень совершенного мастера. Никто по Шотландской масонской конституции не может быть возведён в качестве масона королевской арки предварительно не пройдя степень марк мастера.
Согласно условиям этикета о взаимном посещении масонских организаций, члены английской королевской арки не могут посещать капитул королевской арки в Шотландии во время работ в степени марки, если они не имеют эту степень. В английской масонской конституции степень марки управляется отдельно Великой ложей мастеров масонов метки (марки), и не обязательно, чтобы эта степень была проведена до присоединения к королевской арке. Степень превосходного мастера не существует в Англии, и масоны английской королевской арки не могут посещать работы этой степени в Шотландии. Они также могут быть неспособны присутствовать в составе королевской арки работающей в Шотландии, которая больше не является частью ритуала английской королевской арки, хотя решение о допуске находится в компетенции отдельных капитулов.
Эти ограничения не распространяются на членов капитулов королевской арки в Ирландии, Австралии, Новой Зеландии и Северной Америке, поскольку королевская арка, как это практикуется в этих организациях, более совместима с шотландской практикой.
Есть несколько других орденов открытых только для масонов, из которых Рыцари-тамплиеры и Красный Крест Константина особенно популярны в Шотландии.
Членство в Древнем и принятом шотландском уставе и в Королевском ордене Шотландии тщательно контролируются, а вступление возможно только по приглашению.
Орден Рыцарей масонов, Орден Тайного наставника и союзные масонские степени также существуют в Шотландии. Они имеют сравнительно небольшое количество членов, не запрещены шотландскими масонами, но и не считаются частью шотландской масонской семьи.
Орден Восточной звезды — парамасонская организация для женщин, связанных родственными узами с масонами. Количество капитулов ордена в Шотландии уменьшилось, как и количество членов, с момента своего расцвета, но по-прежнему он присутствует в нескольких районах Шотландии.

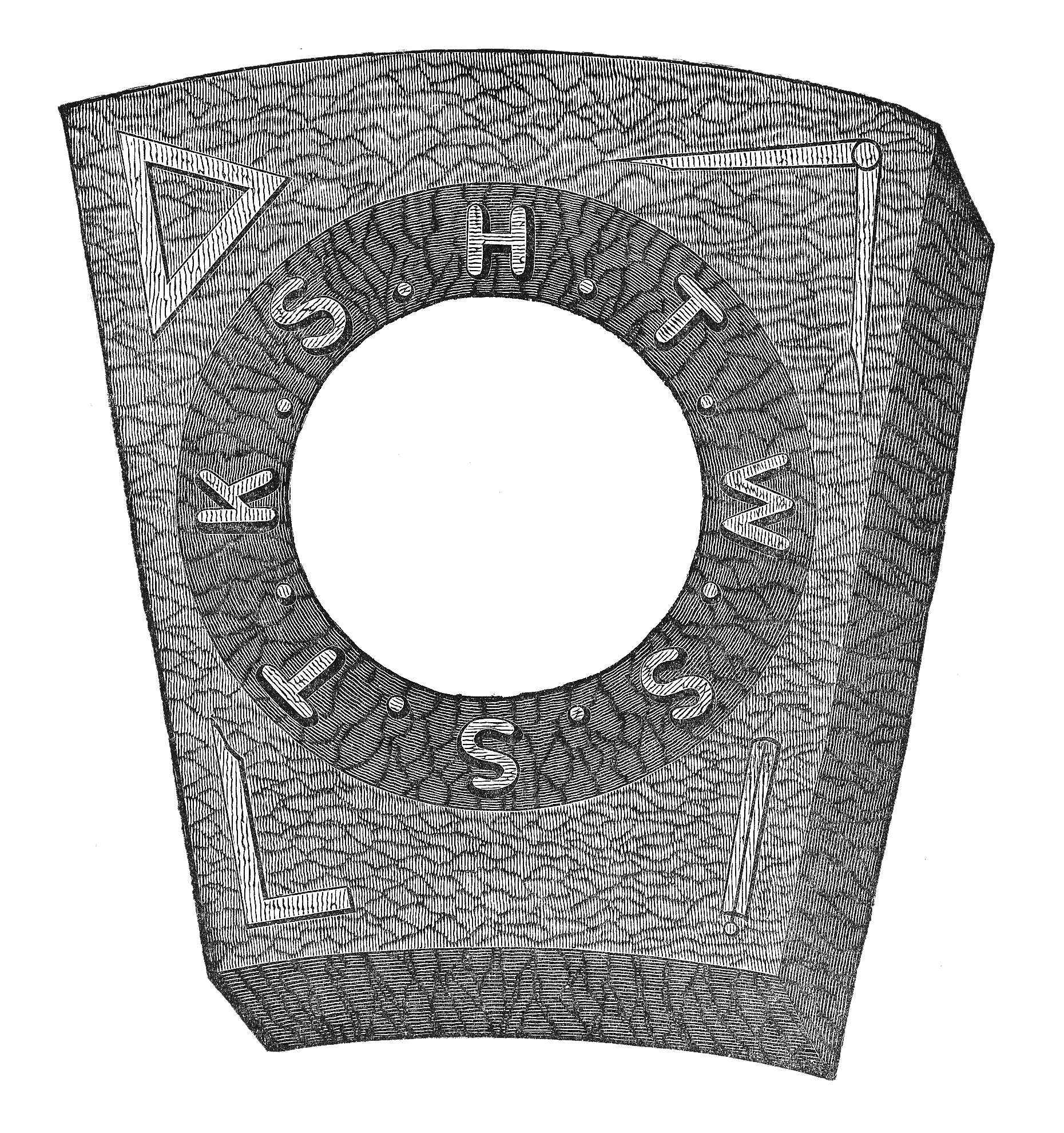
Замковый камень — символ мастеров масонов метки
Эмблема рыцарей тамплиеров
Эмблема Королевской арки
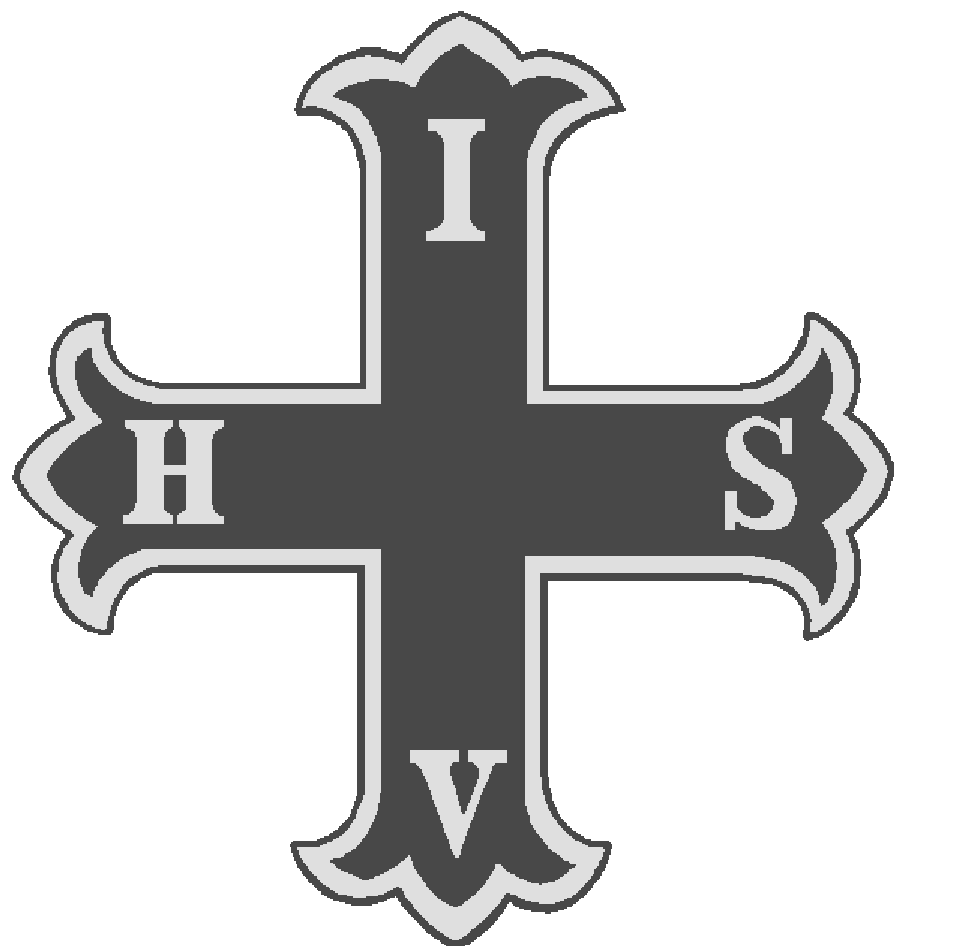
Эмблема Ордена Красного Креста Константина
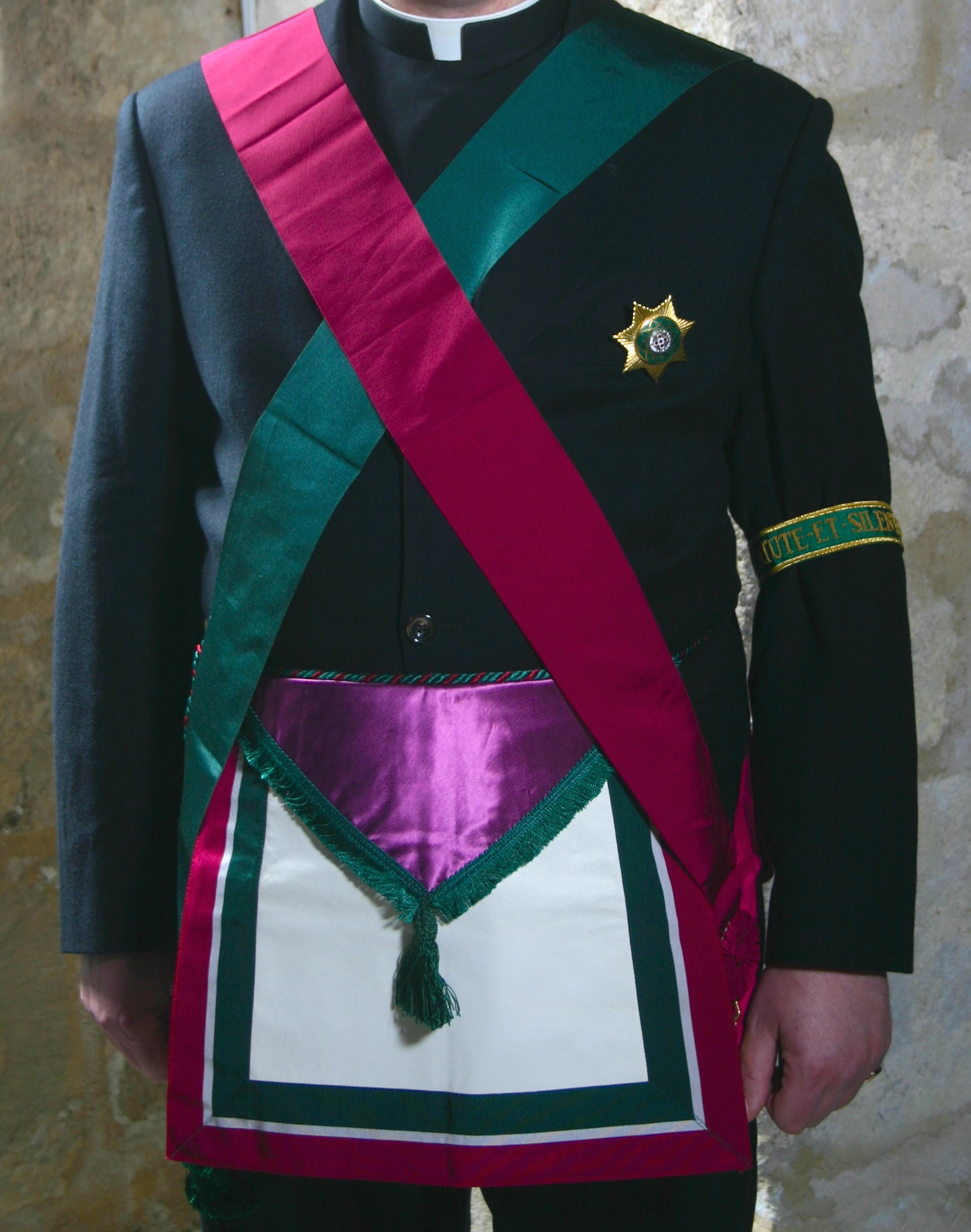
Облачение Королевского ордена Шотландии